# Hydraena solarii
Hydraena solarii är en skalbaggsart som beskrevs av Pretner 1930. Hydraena solarii ingår i släktet Hydraena och familjen vattenbrynsbaggar. Inga underarter finns listade i Catalogue of Life.